# Cureglia

Cureglia und Lamone. Historisches Luftbild von Werner Friedli (1946)

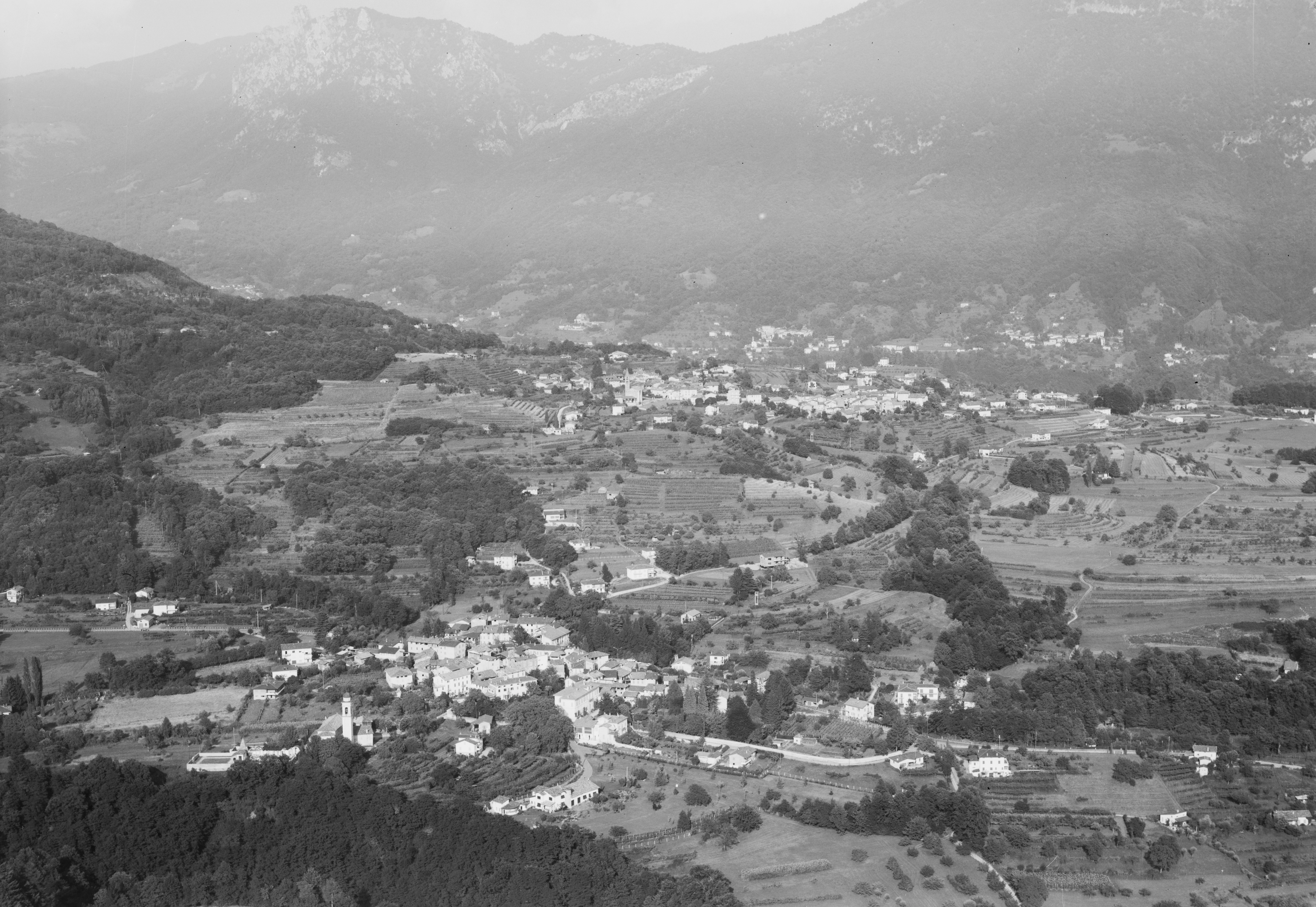
Cureglia und Comano. Historisches Luftbild von Werner Friedli (1964)

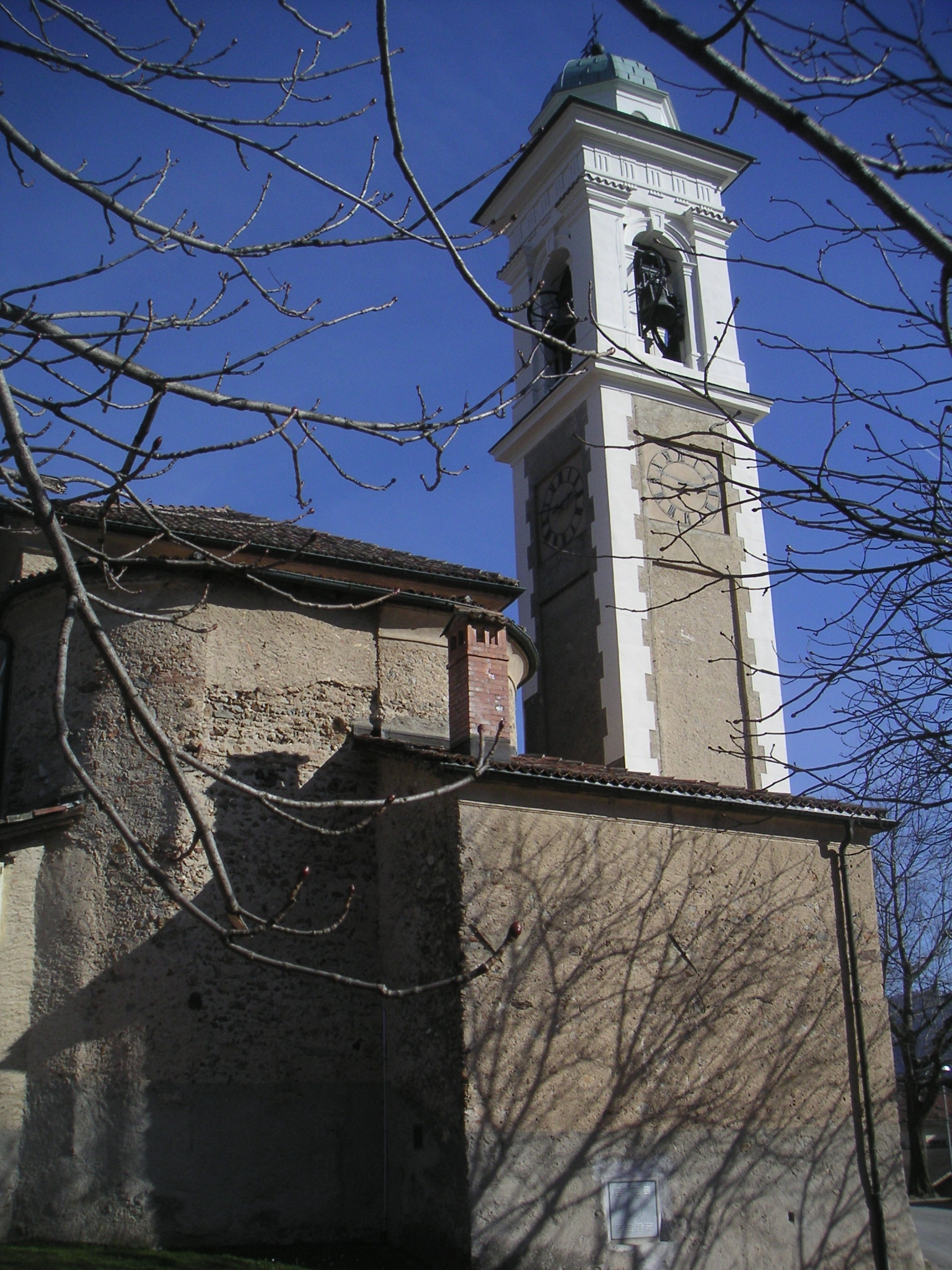
Pfarrkirche San Cristoforo

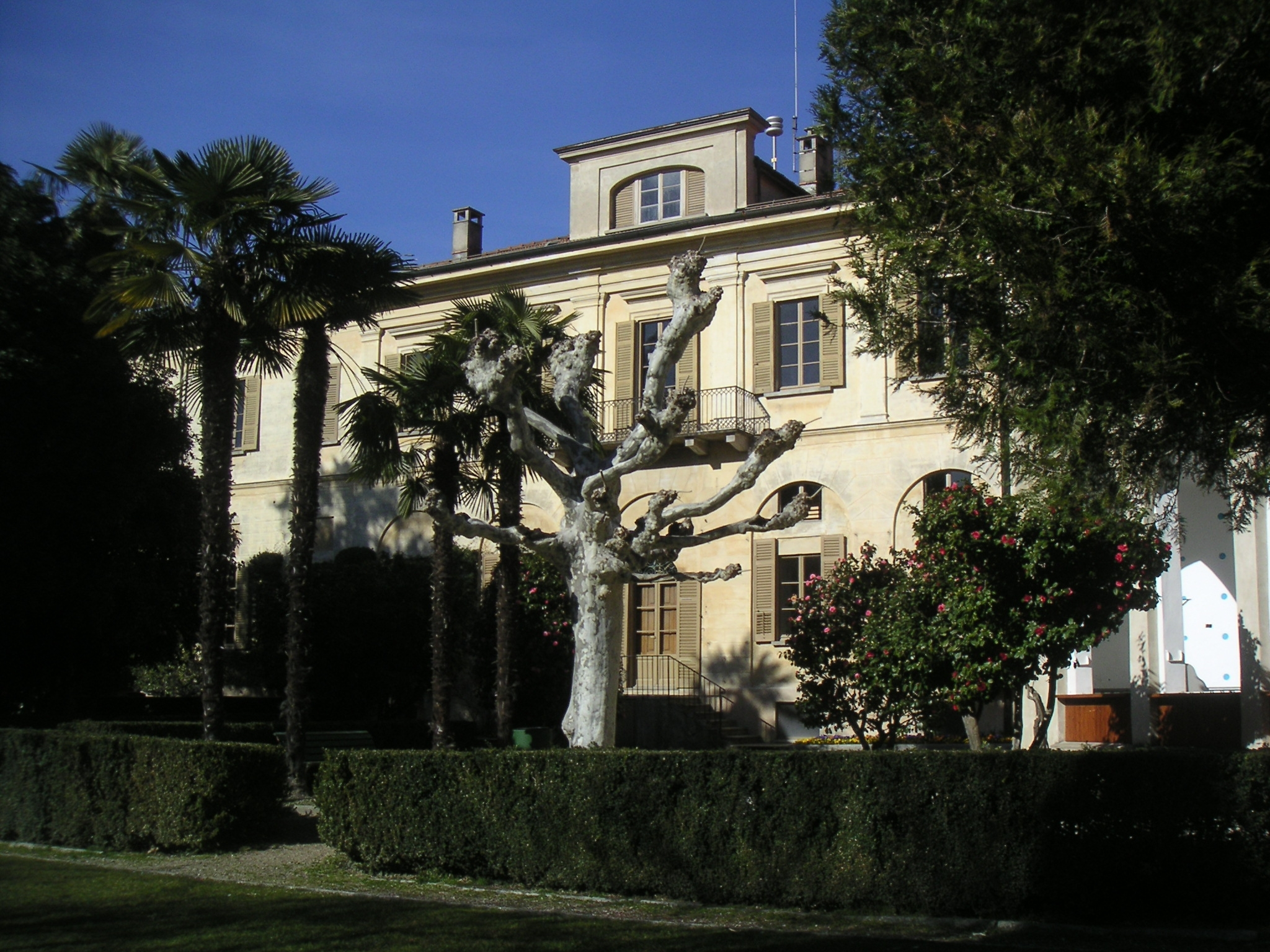
Wohnhaus Rusca

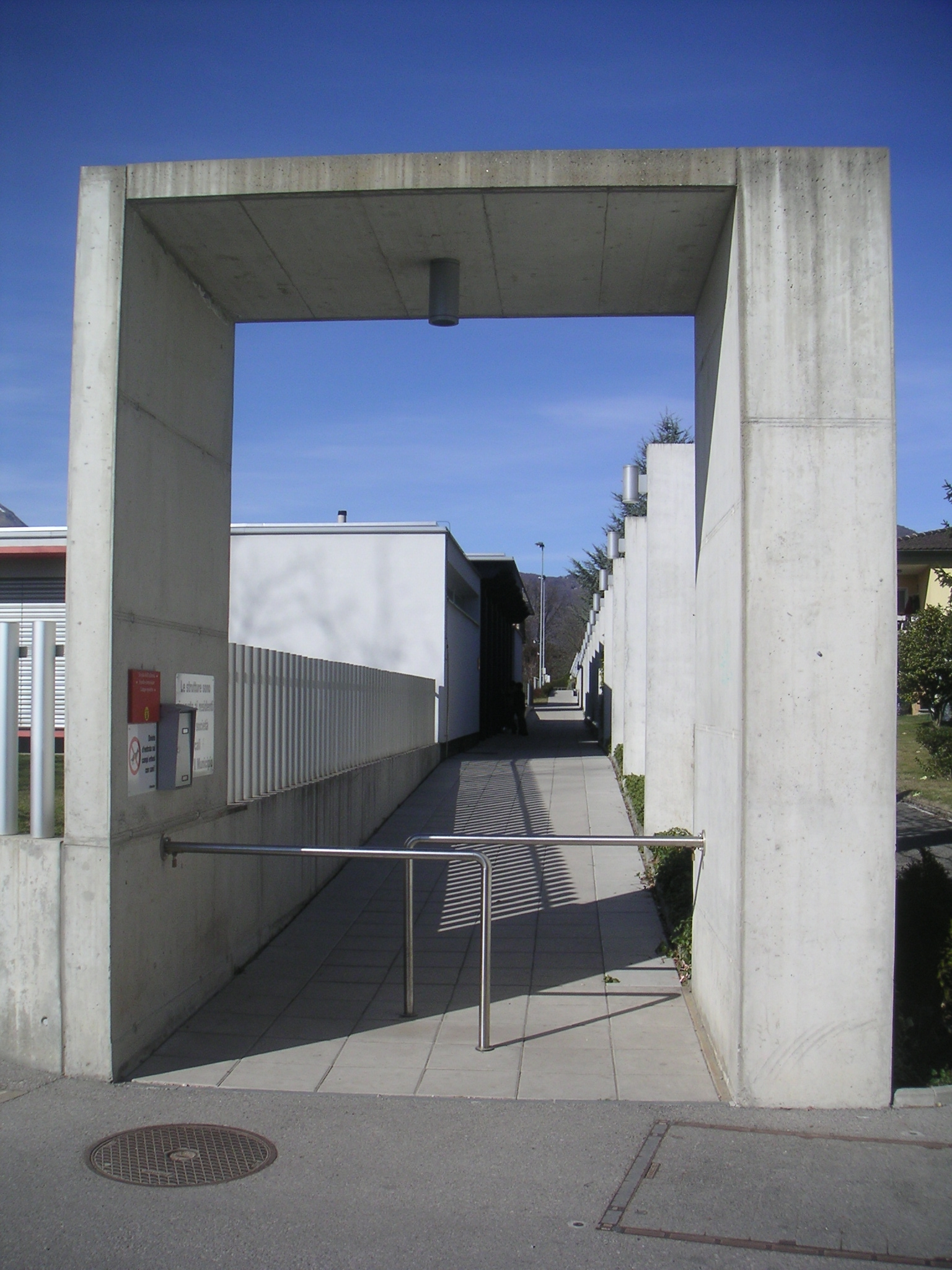
Eingang der Grundschule

Cureglia ist eine politische Gemeinde im Kreis Vezia, im Bezirk Lugano des Kantons Tessin in der Schweiz.

## Geographie
Das Dorf liegt auf 430 m ü. M. Die Nachbargemeinden sind im Norden Origlio, im Osten Comano TI, im Süden Porza und Vezia und im Westen Lamone und Cadempino.

## Geschichte
Im Jahr 1335 wird das Dorf erstmals als Curea und Curilia schriftlich erwähnt. Die Pfarrkirche San Cristoforo ist schon 1420 nachgewiesen und wurde im 19. Jahrhundert umgebaut.

## Bevölkerung
Einwohnerzahlen: Volkszählungsdaten

## Sehenswürdigkeiten
- Pfarrkirche San Cristoforo, erbaut zwischen 1420 und 1747[7]
- Pfarrhaus mit Stuckarbeiten (18. Jahrhundert)[7]
- Friedhofskapelle[7]
- Denktafel Curzio und Giuseppe Curti[7]
- Grab der Familie Saroli[7]
- Oratorium Santa Maria del Buon Consiglio (17. Jahrhundert)[7]
- Wohnhaus Tarilli mit Fresken des Malers Giovanni Battista Tarilli[7]
- Wohnhaus Rusca (Gemeindehaus) mit Fresko Madonna della seggiola[7]
- Villa Saroli[7]
- Zwei Zwillingshäuser (1997), Architekt: Luigi Snozzi[7]

## Kultur
- Associazione Fare Arte Nel Nostro Tempo[8]

## Sport
- CG Cureglia[9]